# Diduga flavicostata
Diduga flavicostata là một loài bướm đêm thuộc phân họ Arctiinae, họ Erebidae.